# Tarna Feir
Tarna Feir is in de boekenserie het Rad des Tijds, geschreven door Robert Jordan, een Aes Sedai van de Rode Ajah en later Hoedster der Kronieken van Elaida do Avriny a'Roihan.
Tarna Feir bleef - net als de gehele Rode Ajah - Elaida trouw tijdens de opstand tegen Siuan Sanche. Ze werd als afgezante naar Salidar in Altara gestuurd om te zorgen dat de opstandige Aes Sedai terug zouden keren naar Tar Valon.
Ze slaagde hier niet in, maar werd na het afzetten van Alviaren Freidhen - die Elaida had afgeperst met haar mislukking rond Dumaisbron en de Zwarte Toren - de Hoedster der Kronieken van Elaida.
Ze doet getrouw wat Elaida zegt, maar diep in haar hart voelt ze dat de zaak van Elaida als hopeloos beschouwd kan worden.